# 吴廷瑾
吴廷瑾（Ngô Đình Cẩn，1911年—1964年5月9日）是越南共和国首任总统吴廷琰的胞弟和谋士，负责管理越南中部，从潘切市一直到北纬17度线的边境，成为该地区事实上的独裁者。吴廷瑾以故都顺化为基地，通过私人武装和秘密警察控制中部地区，得到吴氏兄弟中最暴虐的名声。

## 生平
吴廷瑾在青年时代，是民族主义者潘佩珠的追随者。在1940年代末、1950年代初，他为吴廷琰向越南各种团体和外国势力寻求支持。1955年吴廷琰成为南越总统后，吴廷瑾排除了越南中部其他敌对的民族主义者，成为统治该地区的军阀。他由于涉及走私、贪腐，以及独裁统治而声名狼藉。吴廷瑾被认为是反对越共叛乱有能力的领袖，那里的越共势力不及南越其他地区强大。他的民兵被认为有效地抵抗了共产党。
兄长吴廷俶担任顺化教区总主教后，吴廷瑾的影响开始消退。吴廷俶积极提升罗马天主教的地位，在1963年佛诞庆典期间禁止悬挂佛教旗帜。吴廷瑾的军队向抗议的民众开火，杀死9人，釋廣德禪師自焚、與數名僧尼接連的自盡抗議，引发佛教徒危机。由于政府的残酷镇压，示威持续了整个夏天，并引发11月的军事政变，吴廷琰政府倒台，吴廷琰和吴廷瑈也被政变军官杀死。吴廷瑾曾经受到美国国务院的庇护，但是美国中央情报局间谍Lucien Conein在西贡逮捕吴廷瑾後交给军事集团，于1964年被判处死刑。
吴廷瑾是阮朝成泰皇帝的大臣吴廷可6个儿子中的第5个。吴廷可抗议法国人废黜成泰皇帝，辞职回乡务农。吴廷瑾的大哥吴廷魁和三哥吴廷琰都担任法国殖民政府的省长。不过，吴廷琰像父亲一样，也在1933年辞职。1945年，吴廷魁因拒绝与越共合作，被胡志明政府杀害。二哥吴廷俶成为一名罗马天主教神职人员，后来强烈影响了家族的宗教政策。四哥吴廷瑈后来成为家族中最重要的政治策略家，而六弟吴廷練在吴氏家族执掌南越政权后成为一名外交官。

### 引用
1. 1 2  Jacobs, 18–19.
2. 1 2  Tucker, pp. 288–293.
3. ↑  Tucker, p. 293.
4. ↑  Tucker, p. 292.

### 书籍
- Buttinger, Joseph. . Praeger Publishers. 1967.
- Hammer, Ellen J. . E. P. Dutton. 1987. ISBN 0-525-24210-4.
- Jones, Howard. . Oxford University Press. 2003. ISBN 0-19-505286-2.
- Jacobs, Seth. . Rowman & Littlefield Publishers. 2006. ISBN 0-7425-4447-8.
- Karnow, Stanley. . Penguin Books. 1997. ISBN 0-670-84218-4.
- Langguth, A. J. . Simon & Schuster. 2000. ISBN 0-684-81202-9.
- Prochnau, William. . Times Books. 1995. ISBN 0812926331.
- Scigliano, Robert. . Houghton Mifflin. 1964.
- Tucker, Spencer C. . ABC-CLIO. 2000. ISBN 1-57607-040-9.